# Wólka Wygonowska
Wólka Wygonowska (dodatkowa nazwa w języku białoruskim Волька Выганоўска) – wieś w Polsce położona w województwie podlaskim, w powiecie bielskim, w gminie Orla.
W latach 1975–1998 miejscowość administracyjnie należała do województwa białostockiego.
Wieś zamieszkiwana jest głównie przez prawosławnych Białorusinów.
Miejscowość jest siedzibą parafii prawosławnej pod wezwaniem św. Michała Archanioła (we wsi znajduje się cerkiew parafialna).  Natomiast wierni kościoła rzymskokatolickiego należą do parafii św. Zygmunta w Kleszczelach.

## Historia
Nazwa Wólka Wygonowska pochodzi od nazwiska właściciela – Wahanowski. Ród Wahanowskich wywodził się z powiatu brzeskiego, z dóbr Wahanów, otrzymanych od Kazimierza Jagiellończyka około 1486. 
Pod koniec XVIII wieku wieś należała do Ignacego Bobrowickiego, podstolego Ziemi Mielnickiej.
29 stycznia 1946 r. wieś została spacyfikowana przez oddział Pogotowia Akcji Specjalnej Narodowego Zjednoczenia Wojskowego dowodzonego przez Romualda Rajsa ps. „Bury”. Zbrodnia miała charakter czystki etnicznej. Upamiętnia ją pomnik prawosławnych mieszkańców Białostocczyzny zabitych i zaginionych w latach 1939–1956 w Białymstoku. Wśród ofiar śmiertelnych tej zbrodni znalazła się m.in. babcia Katarzyny Bondy.
W miejscowości znajduje się cmentarz prawosławny założony w XIX wieku.